# Famines au Moyen Âge
L'époque médiévale est marquée par de nombreuses famines en Europe occidentale et la peur de la famine a marqué l'imaginaire occidental. « De la peste, de la famine et de la guerre, délivrez-nous, Seigneur » fut bien une prière qui devait marquer toute l'époque médiévale. Un pendant des famines médiévales fut le recours aux politiques d'assistance et à la charité. Comme le remarque Fernand Braudel : « Des siècles durant, la famine revient avec une telle insistance qu'elle s'incorpore au régime biologique des hommes, elle est une structure de leur vie quotidienne» Ces famines peuvent être lues comme des « manifestations paroxysmiques d'une sous-alimentation chronique et généralisée».
La famine touche inégalement les populations, clercs et nobles étant souvent à l'abri de cette menace, mais parfois pas des épidémies qui lui sont corrélatives. Autre distinction, spatiale cette fois, les famines et disettes sont moins à craindre en ville qu'en milieu rural, en raison des politiques de nombreuses villes européennes qui achètent parfois très loin les quantités de céréales nécessaires à leur consommation, pour les redistribuer à bas prix à la population. Ces famines et disettes ont initialement été analysées, dans les années 1950-1960 comme résultant d'un double effet, démographie croissante/aléas climatiques. Toutefois, au début du XXIe siècle, la circulation de l'information sur des possibilités de pénurie et la spéculation qui s'en retrouve facilitée sont deux autres causes qui sont défendues par des historiens.

## Haut Moyen Âge
Une grande famine ouest européenne est signalée[Qui ?] à la fin de l'Empire romain et au début du Moyen Âge.
En 585, Grégoire de Tours note pour l'ensemble de la Gaule, qu'« il y eut cette année une grave famine dans toute la Gaule… Il y en a beaucoup qui, n'ayant pas du tout de farine, mangeaient des herbes et mouraient parce qu'ils enflaient».
Une famine espagnole est signalée[Qui ?] dans les années 750.
La famine de 792-794 touche le royaume franc ; les Annales mosellanes rapportent des cas d'anthropophagie.
Au cours des années 941-942 prend place une des premières grosses famines médiévales d'Europe occidentale.[réf. nécessaire] Albert de Stade mentionne une « grande famine » en 989.
Au XIe siècle, plusieurs famines sont signalées en Europe. Il y aurait eu une famine anglaise et européenne en 1005, une grande famine européenne en 1016, une en 1030-1033, une autre en 1066….

## XIIeetXIIIesiècles
Le XIIe siècle  et le XIIIe siècle paraissent plutôt favorisés du point de vue climatique si on regarde superficiellement. Le beau temps a prédominé, surtout durant ce que les historiens appellent le « Beau XIIIe siècle ». Cependant, les famines, dues à la variabilité du climat et à une agriculture encore archaïque ne disparaissent pas pour autant.
On peut citer par exemple l'année 1146, suivie d'une double décennie pluvieuse années 1150 et années 1160. L'année 1146 pluvieuse, beaucoup trop arrosée pour le blé (ou froment), céréale originaire du Moyen-Orient aimant la chaleur. De mauvaises récoltes de blé, corrélatives, prennent place au moment de la moisson, et une famine s'ensuit. De même, on observe une autre famine du même type en 1151-1152. Les années 1190 sont elles aussi très pluvieuses avec une grande famine en 1195-1197. 

On remarque qu'au XIIe siècle les famines de pluie prédominent et que les années chaudes sont plutôt de bonnes années.
Au XIIIe siècle, il y a très peu « d'années pourries », pas trop néfastes pour les récoltes. Cependant, l'ensoleillement y est parfois si excessif que les récoltes sont détruites par échaudage et sécheresse, comme durant l'année 1236.
Toutefois, les XIIe siècle et XIIIe siècle sont assez souvent favorables aux récoltes.
Une série de disettes commence en 1270, et culmine au siècle suivant.

## XIVeetXVesiècles
Les famines en Europe à la fin du Moyen Âge résultent de la cherté des grains, le plus souvent à cause de mauvaises récoltes dues au climat (petit âge glaciaire que de nombreux historiens font commencer vers 1303, voir bibliographie), à des troubles politiques ou guerriers, ou encore à la désorganisation de l'économie due à la peste noire, voire à une combinaison de ces facteurs.
De 1314 à 1317, sur une période qui coïncide avec le court règne de Louis X, on a une série d'années froides et pluvieuses qui culmine avec la grande famine de 1315-1317, l'une des plus graves du dernier millénaire : les récoltes sont faibles, jusqu'à moins 50 % par rapport à une année commune, la population meurt de faim ou d'épidémies corrélatives, entre 5 et 10 % au moins de la population française passe de vie à trépas. C'est une famine climatique « pure », en ce sens qu'il n'y pas de problèmes politiques ou guerriers majeurs en l'an 1315. La famine ne se limite d'ailleurs pas au seul royaume de France puisque le royaume d'Angleterre où règne Édouard II est également sévèrement touché.
Les années 1340 sont celles de la peste noire de 1348. C'est une décennie très pluvieuse et froide, il y a déficit des grains et une famine corrélative dès 1342-1343 (moins sévère que celle de 1315), due à des pluies diluviennes. Quant à l'année de la peste elle-même, elle marque la fin d'une période très pluvieuse et froide. Les historiens du climat ne se sont pas encore mis d'accord à son sujet, bien que certains tiennent pour certains que la peste a été favorisée par le climat.
Jusque vers 1380, diverses années sont déficitaires en grains en raison du climat froid et humide. Des famines sont avérées en 1351 et 1360 (grandes chaleurs échaudant les grains, par exceptions), en 1363-1364 (grand hiver), en 1369-1370 et une grande en 1374, due en partie à la désorganisation de l'économie après la peste, famines de pluies et de mauvais temps. Une mauvaise récolte aussi en 1382 génératrice de la Révolte des Maillotins.
Le XIVe siècle est donc souvent marqué par des épisodes froids et pluvieux et les famines corrélatives, argument qui a permis de justifier, pour divers historiens, son appartenance au petit âge glaciaire.
Au XVe siècle, une famine sévit en 1408 dans le Nord de la France due à un grand hiver. Puis on trouve un épisode d'échaudage en 1420, suivi d'un hiver 1420-1421 rude. 

Après une période de bonnes récoltes (années 1420, début des années 1430), l'an 1432 faisant exception avec une famine d'hiver froid et d'été pourri, on arrive à l'an 1438, de nouveau un hiver froid et un printemps-été humide, qui cause une grande famine, aggravée par des combats franco-anglais de la Guerre de Cent Ans. Les chroniques d'Enguerrand de Monstrelet raconte un épisode de cannibalisme qui s'est déroulé dans la Somme : « En ce même temps, advint une très grande, cruelle et merveilleuse chose en un village près d'Abbeville, car une femme y fut prise et accusée d'avoir meurtri plusieurs petits enfants, lesquels avaient été démembrés et salés secrètement en sa maison (...) Dénoncée par des cambrioleurs, elle avoue sa malice ». 

Finalement, viennent les années 1440, les années 1450, les années 1460, les années 1470, les années 1480, très bonnes pour les récoltes, qui laissent la place aux famines de pluies et de froidures de 1481, avant le XVIe siècle nettement radouci.
Le XVe siècle est donc dans sa première partie plutôt froid et humide, propice aux famines, dans sa deuxième partie, plus doux et moins riche en famines.

## Politiques d'assistance
En France, à l'époque de Louis X, les politiques d'assistances sont quasi inexistantes de la part de l'État Royal. Les villes, seules, se mobilisent pour lutter contre les famines, avec l'aide des ecclésiastiques. Les seules réactions du dit Roi se résument à une pendaison (le financier Enguerrand de Marigny, accusé de spéculation), à divers emprunts pour relever des finances alors en chute libre (mauvaises récoltes, cela veut aussi dire moins d'impôts en nature), serfs libérés contre espèces sonnantes et trébuchantes, encore une fois pour remplir les caisses… Autrement dit, aucune politique d'assistance proprement dite qui seront, en 1315, le seul faits des religieux. 

Plus tard, en 1351, Jean le Bon, confronté à une petite crise de subsistance, aurait pris les premières mesures étatiques.
Louis XI, bien plus tard, en 1482 au plus fort de la crise frumentaire de 1481-1482, interdit de constituer des stocks de céréales, et d'exporter hors du royaume. Il s'assure se créer une libre circulation des grains des zones peu ou pas sinistrés vers les zones les plus sinistrés.
Cependant, les grandes mesures étatiques (aides aux importations, ventes de grains à prix coutant, ou même gratuitement aux frais de l'État, ne seront vraiment effectives que bien plus tard, à partir de Henri IV puis sous Louis XIV, Louis XV et Louis XVI. 

Cela finira par générer ce que l'on appelle une imputation au politique c'est-à-dire une première politisation du climat (le roi s'intéresse plus ou moins à régler les malheurs de ses sujets, et les sujets s'attendent donc à ce qu'il y réussisse, en cas d'échec, le roi est vu comme responsable et non plus le climat, contre lequel on ne peut rien)[réf. nécessaire].
Finalement, c'est cette politisation du climat qui sera partiellement responsable des évènements de 1788 et surtout 1789, voire de 1848, ce qui est loin d'être négligeable.